# Betty Meade
Pour les articles homonymes, voir Meade.
Betty Meade, née Betty Woll le 20 juillet 1936 à King of Prussia et morte le 15 mars 1990 à Philadelphie, est une joueuse de tennis et de squash représentant les États-Unis. Elle est championne des États-Unis de squash trois fois consécutivement en 1966, 1967 et 1968. En 2006, Betty Meade est intronisée au Temple de la renommée du squash américain.

## Biographie
Elle est la seule joueuse américaine qui n'est pas entraînée par le réputé Norm Bramall, son mari étant lui-même un très fort joueur de tennis et de squash.
En 1967, tout en étant championne nationale de squash, elle participe à l'US Open de tennis 1967 s'inclinant au premier tour.
En mars 1968, Betty Meade remporte son troisième championnat des États-Unis consécutif de simple féminin en squash et son premier championnat national de double en squash avec sa partenaire Bunny Vosters, les deux compétitions sans perdre un seul jeu, devenant la quatrième joueuse de l'histoire à réaliser ce doublé.
Deux jours après, dans la nuit pluvieuse du 17 mars 1968, la voiture que conduisait son mari est percutée par une autre voiture. Sortant pour constater les dégâts, ils sont alors percutés par une troisième voiture.
Elle a une fracture de la colonne vertébrale et les deux jambes cassées. Les médecins n'ont pas pu sauver sa jambe droite, qu'ils ont amputée sous le genou. L'infection s'est installée et elle a failli mourir.
Lors d'une deuxième opération, les médecins lui implantent une pointe en acier inoxydable de 16 1/2 pouces de long dans le fémur de la jambe droite. Elle est équipée d'une jambe artificielle, et elle retourne à son travail de secrétaire.
Six mois plus tard, elle est de retour sur le court de tennis. Elle et Bob Betson remportent le tournoi à la ronde du double mixte du Cynwyd Club. L'hiver suivant, elle danse avec Richard Nixon au bal inaugural.
Elle meurt le 15 mars 1990 à l'hôpital Jefferson Health (en) de Philadelphie, succombant à un cancer.

## Palmarès

### Titres
- Championnats des États-Unis : 3 titres (1966, 1967, 1968)